# Zpráva (film)
Zpráva (slovensky Správa, anglicky The Auschwitz Report) je slovenský hraný film režiséra Petera Bebjaka z roku 2020, jehož námětem je útěk dvou mladých Slováků z koncentračního tábora Osvětim v dubnu 1944.
Film je založen na skutečných událostech, je adaptací knihy Alfréda Wetzlera Čo Dante nevidel. Alfréd Wetzler a Rudolf Vrba byli slovenští Židé, kteří byli do Osvětimi deportováni v roce 1942. V druhé polovině roku 1943 začali plánovat útěk. Jako jedněm z mála se jim podařil. V dubnu 1944 pak židovským představitelům v Žilině nadiktovali 32stránkový dokument, známý jako Vrbova a Wetzlerova zpráva. Obsahovala popis a fungování koncentračního tábora, včetně dosud neznámých informací, jako byl např. průběh selekcí, kde se vězni rozdělili na ty, kteří byli určeni k práci, a ty, které čekala smrt. Byl v ní vysvětlen také způsob fungování plynových komor včetně nákresů. Dokument vznikal ve slovenštině a současně byl překládán do němčiny. Byl dokončen 27. dubna 1944. Odhaduje se, že díky jeho zveřejnění a následnému tlaku autorit na zastavení deportací bylo zachráněno asi 200 tisíc životů.
Fiktivní tábor, věrně podobný tomu osvětimskému, vybudovali filmaři u obce Láb (blízko města Malacky na západním Slovensku). 
Snímek měl být do kin uveden 28. ledna 2021, u příležitosti Mezinárodního dne památky obětí holocaustu. Kvůli pandemii covidu-19 byla premiéra odložena. Premiéra na Slovensku proběhla 23. září 2021 /Continental film/, v České republice 14. října 2021 /Falcon/. 

## Obsazení
| Noël Czuczor     | Freddy |
| Peter Ondrejička | Valér  |
| John Hannah      | Warren |
| Ondřej Malý      |        |
| Jan Nedbal       |        |